# 2270 Яжі
2270 Яжі (2270 Yazhi) — астероїд головного поясу, відкритий 14 березня 1980 року.
Тіссеранів параметр щодо Юпітера — 3,190.
Назва з навахської мови означає «маленький».